# Emilly Kapitza
Emilly Maria Kapitza (* 28. Dezember 2000 in Schramberg) ist eine deutsche Basketballspielerin.

## Werdegang
Kapitzas Heimatverein ist die SG Schramberg, 2014 wechselte sie in die Jugend des USC Freiburg, gleichzeitig spielte sie im Damenbereich (Landesliga) für den BV Villingen-Schwenningen. Im Sommer 2016 errang sie mit der Auswahl des Deutschen Basketball Bunds bei der U16-Europameisterschaft die Silbermedaille.
Ab 2017 wurde die 1,88 Meter große Spielerin am Sportinternat des Olympiastützpunktes in Freiburg gefördert. Ihr gelang der Sprung ins Bundesliga-Aufgebot des USC Freiburg, nach der Erlangung der Hochschulreife war Kapitza am Freiburger Olympiastützpunkt Bundesfreiwilligendienstleistende. Danach begann sie ein Studium im Fach Medizin. 2022 gewann sie mit dem USC die deutsche Meisterschaft.